# Carència de vitamina D
La carència o deficiència de vitamina D, o hipovitaminosi D, pot ser deguda a una ingesta nutricional inadequada de vitamina D, una exposició insuficient de la llum del sol (en particular la llum solar amb els raigs B ultraviolats adequats), trastorns que limitin l'absorció de la vitamina D, i a trastorns de fetge, de ronyó o bé hereditaris que dificultin la conversió de vitamina D en metabòlits actius, La carència disminueix la mineralització òssia, donant lloc a malalties de carència o disminució òssia com raquitisme en nens i osteomalàcia i osteoporosi en adults.